# Ischnocera
Die Ischnocera (von altgriechisch ischnos ‚dürr, dünn‘ und keras ‚Horn‘), deutsch auch als Kletterfußläuslinge oder Kletterfußmallophagen bezeichnet, sind eine Unterordnung der Tierläuse, deren Vertreter bei Vögeln (Federlinge) und Säugetieren (Haarlinge) parasitieren. Sie ernähren sich von Feder- bzw. Haarpartikeln, Hornschuppen und Gewebsflüssigkeit, die aus Scheuerwunden austritt. Zusammen mit den Haftfußläuslingen (Amblycera) wurden diese Tierläuse auch als Kieferläuse (Mallophagen) bezeichnet und den blutsaugenden Echten Tierläusen (Anoplura) gegenübergestellt. Die Unterordnung enthält etwa 3060 Arten in 150 Gattungen. Ob die Ischnocera mono- oder polyphyletisch sind, ist nicht abschließend geklärt.

## Merkmale
Es handelt sich um flügellose Insekten. Der Körper ist, vor allem bei den Ischnocera der Vögel, schlank. Der Kopf ist schildartig und breiter als der Prothorax. Die  beißenden Mundwerkzeuge sind bauchseitig lokalisiert und bestehen aus zangenförmigen Mandibeln. Im Gegensatz zu den Haftfußmallophagen (Amblycera) gibt es keine Unterkiefertaster. Die Fühler haben drei (Ischnocera bei Säugetieren) oder fünf Glieder (Ischnocera bei Vögeln). Ein weiteres Unterscheidungsmerkmal zu den Amblycera ist, dass die Nota von Meso- und Metathorax verschmolzen sind, und die Hoden aus zwei ei- oder birnenförmigen Follikeln bestehen (bei Amblycera drei).

## Innere Systematik
Zur Unterordnung gehören folgende Familien:
- Bovicolidae (bei Säugetieren)
- Dasyonygidae (bei Vögeln)
- Esthiopteridae (bei Vögeln)
- Gonioidae (bei Vögeln)
- Heptapsogastridae (bei Vögeln)
- Lipeuridae (bei Vögeln)
- Philopteridae (bei Vögeln)
- Trichodectidae (bei Säugetieren)
- Trichophilopteridae (bei Vögeln)